# 2023년 윤석열의 우크라이나 방문
2023년 7월 25일, 대한민국의 윤석열 대통령은 NATO 정상회의 참석차 리투아니아와 폴란드를 방문한 뒤 우크라이나를 방문했다. 윤석열은 수도 키이우 근처의 작은 도시인 부차와 이르핀을 방문했으며, 기념비에 헌화하였다.

## 배경
아시아에서 미국의 핵심 동맹국인 대한민국은 러시아를 향한 국제 제재에 적극적으로 참여했으며, 우크라이나에 인도적, 재정적 지원을 제공했다. 그러나 세계 9위의 무기 수출국인 대한민국은 분쟁 지역에 무기를 공급하지 않는다는 오랜 정책에 따라 우크라이나에 무기를 공급하지 않았다.
중화인민공화국의 러시아 지원과 역내 지정학 우려 속에서 NATO 정상회담에 초청받은 윤석열 대통령은 리투아니아에서 열린 북대서양 조약 기구 AP4 정상회담에 참석했다. 이어 폴란드를 방문해 안제이 두다 대통령과 정상회담을 갖고 러시아의 침공에 맞서 우크라이나와의 연대를 표명했다.
G7 정상들은 모두 이미 우크라이나를 방문해 블라디미르 젤렌스키 대통령과 정상회담을 치렀다. 윤석열 대한민국 대통령은 글로벌 중추 국가상을 강조하면서 우크라이나를 방문하기로 결정했다.

## 만남 결과
윤 대통령은 정상회담 뒤 젤렌스키 대통령과 공동 기자회견을 거쳐 우크라이나에 대한 지원 확대 계획을 밝혔지만 무기 공급에 대해서는 언급하지 않았다. 젤렌스키 대통령은 윤 대통령이 표명한 “우크라이나의 주권과 영토 보전에 대한 확고한 지지”와 러시아 침공 이후 제공한 “상당한 정치, 안보, 경제, 인도주의 지원”에 감사를 표했다.

### 우크라이나 지원
서울과 키이우는 전후 우크라이나 재건 노력에 협력하기로 합의했다. 대한민국과 우크라이나 양국은 우크라이나 학생들에 대한 지원을 확대하기 위해 장학기금을 마련할 것이라고 밝혔다.

## 국제 반응

### 미국
2023년 7월 17일 기자회견에서 매튜 밀러 미 국무부 대변인은 "방문을 환영합니다. 대통령의 지지 표현을 환영합니다"라고 말했다.

## 라트비아
라트비아는 “한국 대통령의 우크라이나 직접 방문은 가치에 기반한 그의 외교 정책 기조에 부합하며, 규칙에 기반한 국제 질서 수호를 의미한다”고 평가하였다.